# Honduras en los Juegos Olímpicos de Los Ángeles 1984
Honduras estuvo representado en los Juegos Olímpicos de Los Ángeles 1984 por diez deportistas, siete hombres y tres mujeres, que compitieron en tres deportes.
El portador de la bandera en la ceremonia de apertura fue el yudoca Carlos Solo. El equipo olímpico hondureño no obtuvo ninguna medalla en estos Juegos.